# Mostovka
Mostovka je složka nosné konstrukce mostu, jejímž účelem je přenášet především účinky zatížení z mostního svršku na jeho hlavní nosnou konstrukci. Prvková mostovka je tvořena podélníky a příčníky mostu.
U drážních komunikací podélníky nesou mostní svršek, který je tvořen mostnicemi a kolejnicemi s upevňovadly. Osová vzdálenost podélníků je 1,8 m. Vzdálenost mezi příčníky je mezi 2–6 m, závisí to na typu hlavního nosníku.
Podélníky v příčném směru se spojují ztužením, které přispívá ke zvýšení vodorovné tuhosti. Když je vzdálenost příčníků větší, tak je nutné tuhost podélníků zajistit samostatným podélným ztužením.
Desková mostovka je tvořena ortotropní, spřaženou ocelobetonovou nebo železobetonovou deskou.

## Dělení dle polohy vůči nosné konstrukci
- dolní
- horní
- mezilehlá
- zapuštěná

## Dělení dle konstrukční povahy
- prvková
- desková